# Unternehmen Alpenveilchen
Das Unternehmen Alpenveilchen (auch Operation Alpenveilchen) war eine geplante deutsche Militäroperation Anfang des Jahres 1941 zur Unterstützung Italiens im Griechisch-Italienischen Krieg.
Geplant war die Unterstützung Italiens mit einer deutschen Division in Albanien. Die deutsche Militärunterstützung sollte Italien helfen, den Krieg wieder über seine Grenzen nach Griechenland zu tragen. Das OKW begann am 11. Januar 1941 mit der Ausarbeitung von Plänen für die Vorbereitung eines nach Albanien zu entsendenden Expeditionskorps. Der Plan, mehrere vollständige deutsche Divisionen nach Albanien zu schicken, wurde schon in der ersten Planungsphase verworfen, da eine Versorgung der italienischen Truppen dann nicht mehr möglich gewesen wäre. Stattdessen wurde die 1. Gebirgs-Division ohne schwere Fahrzeuge bereitgestellt. Der Transport nach Albanien wurde nicht mehr durchgeführt. Aufgrund der schwierigen Versorgungslage und der geringen Anzahl von zur Verfügung gestellten Truppen war das Unternehmen in Italien sehr umstritten. Diese Operation wurde auch deshalb nicht durchgeführt, weil im April 1941 die Deutschen das Unternehmen Marita starteten und damit die Italiener im Königreich Albanien aufgrund der deutsche Angriffe an anderer Stelle die griechischen Streitkräfte zwangen, sich aus Albanien zurückzuziehen, und dadurch Italien die Front ohne deutsche Unterstützung halten konnte.